# 雄踏
雄踏（ゆうとう）は静岡県浜松市中央区の町名。現行行政地名は雄踏一丁目及び雄踏二丁目である。住居表示実施済。

## 地理
浜松市中央区の南西部、雄踏地区の南東部に位置する。東で志都呂二丁目、西・北で雄踏町宇布見、南で新川を挟んで坪井町及び馬郡町と接する。イオンモール浜松志都呂の西に位置し、住宅地が広がる。堀出前土地区画整理事業が1998（平成10）年～2010（平成22年）にかけて実施されて、住宅地が整備された。

### 河川
- 新川
- 九領川
- 小山川

### 学区
小学校・中学校の学区は以下の通りである。
- 浜松市立雄踏小学校
- 浜松市立雄踏中学校

## 歴史

### 沿革
- 1889年（明治22年）4月1日 - 町村制の施行により、敷知郡宇布見村が山崎村と合併して敷知郡雄踏村となる[WEB 9]。旧村名は雄踏村の大字として残る[書籍 1]。
- 1896年（明治29年）4月1日 - 郡制の施行により、浜松町の所属郡が浜名郡に変更となる。
- 1925年（大正14年）2月11日 – 雄踏村が町制施行して雄踏町となる。
- 2004年（平成16年）4月30日 - 浜松市志都呂町との間で境界変更が実施される[WEB 9]。
- 2005年（平成17年）4月1日 - 雄踏町が浜松市に編入される。大字宇布見から雄踏町宇布見に住所表示を変更する。
- 2007年（平成19年）4月1日 - 浜松市が政令指定都市となる。雄踏町宇布見は西区の一部となる。
- 2009年（平成21年）3月1日 - 住居表示の実施に伴い、雄踏町宇布見の一部が分立して雄踏一丁目・二丁目が新設される[WEB 10]。
- 2024年（令和6年）1月1日 - 浜松市の行政区再編により、雄踏は中央区の一部となる。

## 施設
- 浜松市西行政センター（旧浜松市西区役所）
- 浜松市西部保健センター
- 静岡銀行雄踏支店
- ベイシアフードセンター浜松雄踏店
- クックマート雄踏店
- カインズ浜松雄踏店
- セブン-イレブン浜松雄踏店
- 堀出前東公園
- 堀出前中央公園
- 堀出前西公園

## 交通

### バス
- 遠鉄バス
  - 20志都呂宇布見線（舞阪駅発着系統）：（浜松駅 方面 - ）西行政センター入口 - 堀出橋（ - 舞阪駅 方面）
  - 37大久保線（平日開校日朝1便のみ）：（山崎 方面 → ）堀出橋 → 西行政センター入口（ → 浜松駅 方面）

### 道路
- 静岡県道62号浜松雄踏線（雄踏バイパス）
- 静岡県道65号浜松環状線

## その他

### 警察
警察の管轄区域は以下の通りである。
| 番・番地等 | 警察署       | 交番・駐在所 |
| ---------- | ------------ | ------------ |
| 全域       | 浜松西警察署 | 雄踏町交番   |

### 消防
消防の管轄区域は以下の通りである。
| 番・番地等 | 消防署   | 本署/出張所 |
| ---------- | -------- | ----------- |
| 全域       | 西消防署 | 本署        |

### 書籍
1. ↑  『浜松市史 三』浜松市役所、1980年3月26日、176頁。

### WEB
1. ↑  “h02_22.csv”.   総務省 (2022年2月10日). 2024年7月27日閲覧。
2. ↑  “chuouku_menseki.xlsx”.   浜松市 (2024年3月12日). 2024年7月27日閲覧。
3. ↑  “zissizennzi.pdf”.   浜松市 (2024年1月4日). 2024年7月27日閲覧。
4. ↑  “静岡県 浜松市中央区 雄踏の郵便番号 - 日本郵便”.   日本郵便. 2025年2月15日閲覧。
5. ↑  “市外局番の一覧”.   総務省 (2022年3月1日). 2024年7月27日閲覧。
6. ↑  “事業所案内及び管轄地域（事務所3件、分室3件）”.   一般社団法人静岡県自動車会議所. 2024年7月27日閲覧。
7. ↑  “zissiitiran1.pdf”.   浜松市 (2024年1月4日). 2024年7月27日閲覧。
8. ↑  “学校名から探す／浜松市”.   浜松市 (2024年1月1日). 2024年7月27日閲覧。
9. 1 2  “historyofcities.pdf”.   静岡県総務部合併推進室・財団法人静岡県市町村振興協会. 2024年10月11日閲覧。
10. ↑  “zissizennzi.pdf”.   浜松市. 2024年10月11日閲覧。
11. ↑  “雄踏町交番｜静岡県警察”.   静岡県警察 (2024年1月1日). 2024年7月27日閲覧。
12. ↑  “消防署の町別管轄「ゆ」／浜松市”.   浜松市 (2020年3月25日). 2024年7月27日閲覧。